# Petja Piiroinen
Petja Piiroinen (* 15. srpna 1991) je bývalý finský snowboardista, mistr světa z roku 2011.

## Sportovní kariéra
Na snowboardu jezdí od roku 1998, začínal se svým starším bratrem Peetu Piiroinenem, který je také profesionálním snowboardistou. Specializuje se zejména na disciplínu Big Air, ale nastupuje také v závodech na U-rampě a ve Slopestylu. V závodech Světového poháru debutoval jako šestnáctiletý 27. prosince 2007 v Sofii, kde skončil v soutěži Big Air osmý. Ještě v téže sezóně se dokázal prosadit i na stupně vítězů třetím místem v Grazu. V seriálu TTR World Tour nastupuje již od roku 2005.
Dvakrát vyhrál juniorské mistrovství světa – v letech 2008 a 2010, vždy v disciplíně Big Air. V té také dosáhl svého dosud největšího úspěchu, když zvítězil na mistrovství světa 2011.